# Kristine Jensen
Kristine Jensen, född 1956 i Herning, Danmark, är en dansk arkitekt som har specialiserat sig på landskapsarkitektur.

## Biografi
Jensen är dotter till en arkitekt i Herning. Vid 19 års ålder flyttade hon till Århus för att studera landskapsarkitektur vid Arkitektskolen där hon tog examen 1983. Efter att ha arbetat en kort period på arkitektfirman C. F. Møller, återvände hon till arkitekturskolan för att bedriva forskning som ledde fram till doktorsexamen år 1996. Från 1996 undervisade hon vid skolan till 2002 då hon startade hon sin egen firma, Arkitekt Kristine Jensens Tegnestue. År 2005 vann hon en tävling om utformningen av landskapet i de historiska omgivningarna kring Moesgård Museum strax utanför Århus, ett uppdrag hon fullgjorde i samarbete med museets direktör Jan Skamby Madsen.
Bland Jensens verk av särskilt intresse finns hennes stadsförnyelse av Prags Boulevard i stadsdelen Amagerbro i Köpenhamn (2006). Hennes arkitektbyrå genomförde också landskapsutformning i Kolding (2009) och Struer (2011). På senare tid (2016) har hon bidragit till att omdana landskapet i området kring Jellinge stenar (på UNESCO:s världsarvslista) i Jelling, Jylland.
År 2014 fick arkitektbyrån Skandinaviens mest prestigefyllda arkitekturutmärkelse, Nykredits arkitekturpris, i första hand för att utformningen av de gamla hamnkvarter i centrum av Århus, som omger kulturhuset Dokk1. Huset stod färdigt i juni 2015 men de omgivande delarna är fortfarande (2016) under uppbyggnad. 

## Utmärkelser
- 2013: Eckersbergmedaljen
- 2014: Nykredits Arkitekturpris
- 2016: Dreyers hederspris för arkitektur